# Drapeau de saint Piran
Le drapeau de saint Piran (en cornique : Baner Peran) est le drapeau officiel des Cornouailles, en Angleterre.
Nommé d'après Saint Piran, il s'agit d'un drapeau comportant une croix blanche sur un fond noir. Il comporte les mêmes couleurs — mais inversées — que l'ancien drapeau breton.